# Guji occidentale
Guji occidentale è una delle zone amministrative in cui è suddivisa la Regione di Oromia in Etiopia.

## Woreda
La zona è composta da 10 woreda:
1. Abaya
2. Birbirsa Kojowa
3. Bule Hora
4. Bule Hora town
5. Dugda Dawa
6. Gelana
7. Hambela Wamena
8. Kercha
9. Melka Soda
10. Suro Berguda